# Le Baiser de Judas (Giotto)
Pour les articles homonymes, voir Le Baiser de Judas.
Le Baiser de Judas – ou L'Arrestation du Christ – est une fresque réalisée vers 1303-1305 par le peintre italien Giotto di Bondone. Elle représente l'arrestation de Jésus, le Christ recevant le baiser de Judas. 

## Emplacement dans le cycle
Partie du Cycle de la vie du Christ, l'œuvre figure sur une des parois de la chapelle des Scrovegni, à Padoue, celle  du registre central inférieur, sur la troisième partie du mur Sud (à droite en regardant vers l'autel), panneau no 31  sous le panneau  no 19 (Présentation de Jésus au Temple).

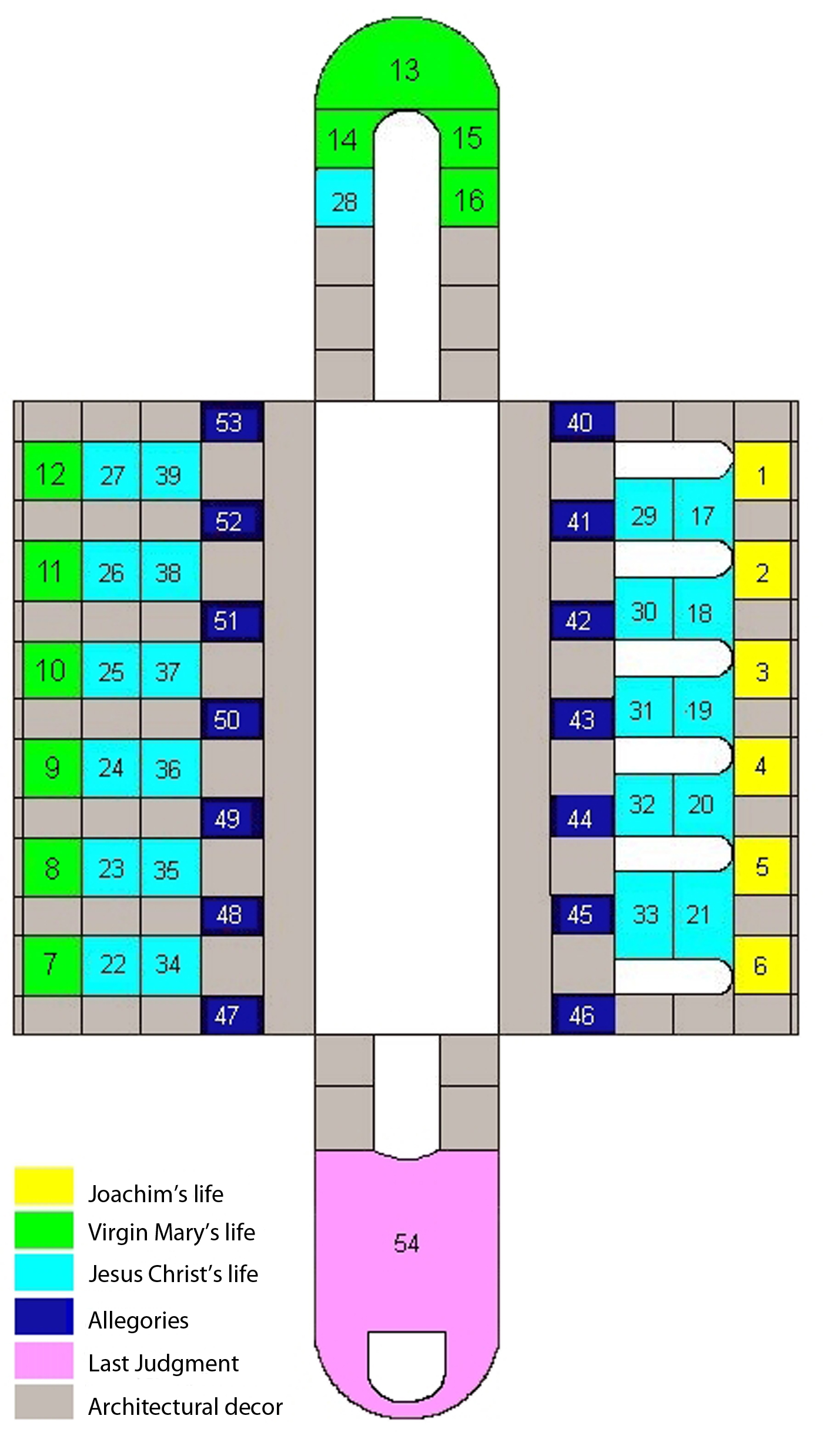
Plan des fresques.
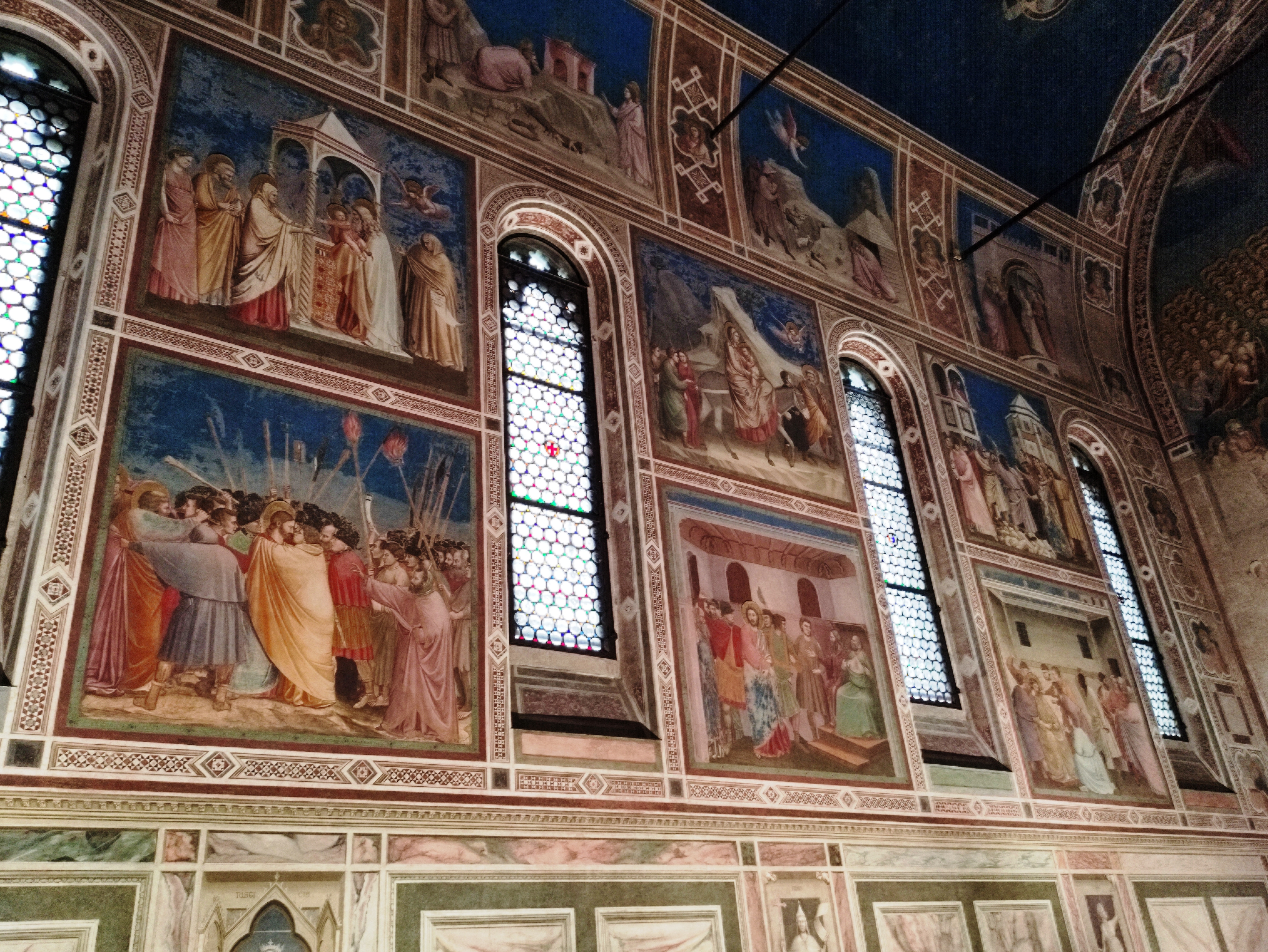
Panneaux 30 - 2031 - 19
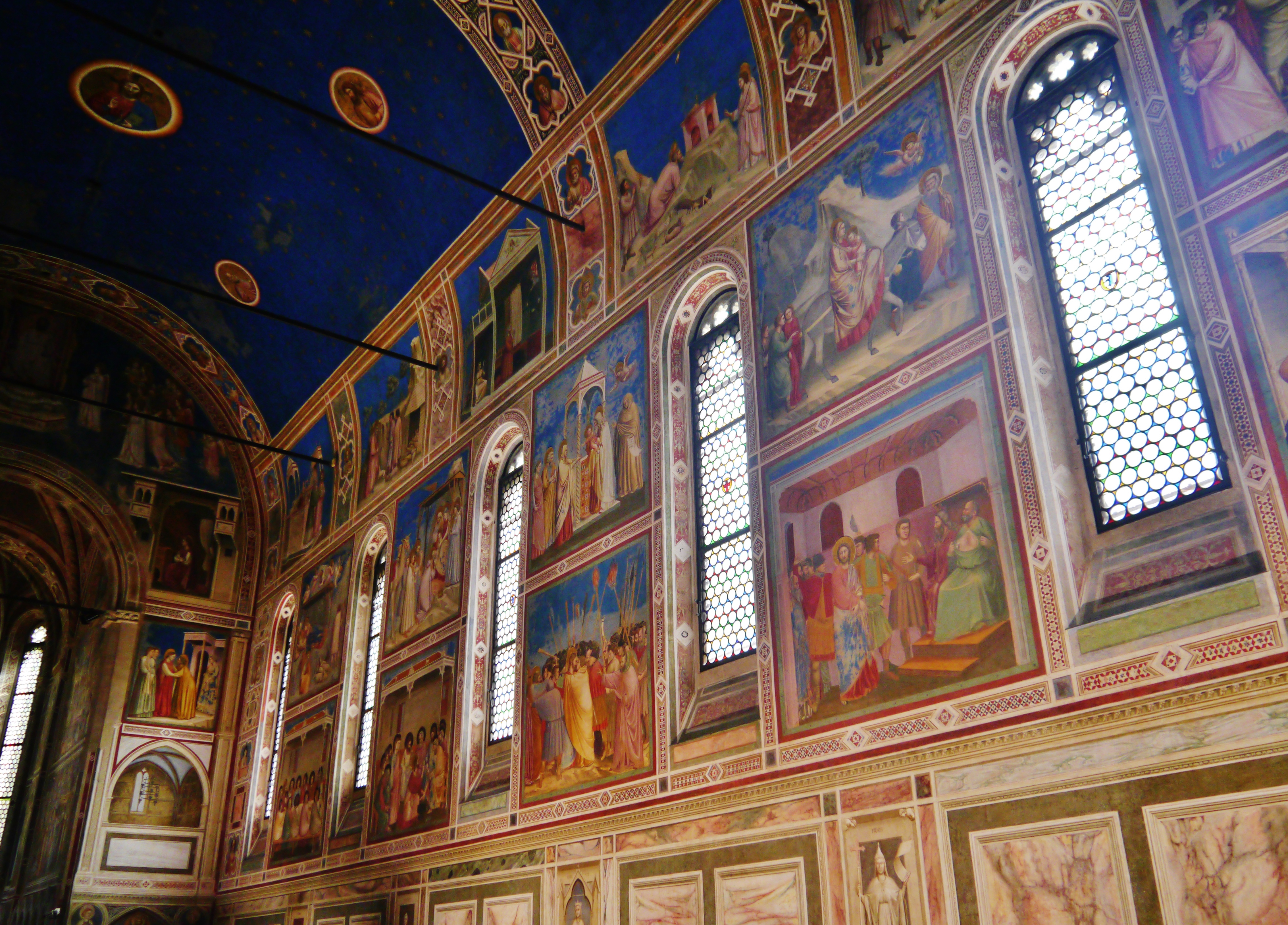
Mur orienté sud.

## Description
La scène représente un attroupement qui se détache sur un ciel bleu. La composition comprend au centre Judas et Jésus enveloppés dans la toge jaune de l'apôtre, à droite Caïphe, qui le désigne à ses soldats, et à gauche Pierre qui tranche l'oreille de Malchus. La tête auréolée de Jésus est surmontée de deux mains armées  Plus à gauche, des disciples tentent de fuir, un homme de dos tire violemment le vêtement d'un personnage hors champ. Autour et derrière le couple central, une foule compacte, essentiellement composée de gardes et soldats dont les visages sont annulés au profit des casques noirs. Certains brandissent des lances et des hallebardes, tandis que les gardes du Sanhédrin s'arment de gourdins ou pelles. D'autres portent des torches ou des lanternes, l'un deux souffle dans un cor.

## Analyse
Giotto s'écarte de la tradition médiévale dans la figuration du baiser de Judas. Selon l'historien Yannick Carré, « Giotto fait du baiser l’élément central de la scène, mais Jésus et le traître sont figurés tous deux de profil : cette position, ainsi que la très forte expressivité des visages démarque l’œuvre italienne des conventions, alors en usage en France, dans les manuscrits. Chez Giotto, le regard du Christ exprime à la fois reproche, connaissance et compréhension. Le regard de Judas montre ses tourments intérieurs : une agressivité mêlée de peur et de respect, et la conscience du sacrilège. Les traits torturés de Judas opposés à ceux presque sereins du Christ renforcent cette impression ».

## Postérité
La fresque fait partie du musée imaginaire de l'historien français Paul Veyne, qui le décrit dans son ouvrage justement intitulé Mon musée imaginaire.